# Benedetta

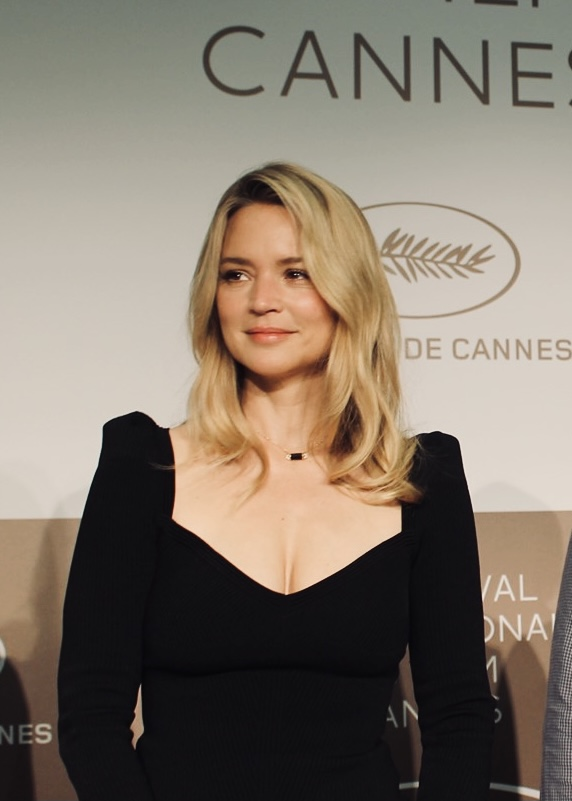
Virginie Efira en Cannes 2021

Benedetta es una película francesa y holandesa estrenada en 2021, y dirigida y coescrita por Paul Verhoeven, protagonizada por Virginie Efira en el papel de Benedetta Carlini, una monja novicia del siglo XVII que se une a un convento italiano y tiene una historia de amor lésbica con otra monja.
La película se basa libremente en el libro de no ficción de 1986 Immodest Acts: The Life of a Lesbian Nun in Renaissance Italy de Judith C. Brown, y recupera a la mayoría de los miembros clave del equipo de la película anterior de Verhoeven, Elle (coprotagonizada por Efira), que incluye al productor Saïd Ben Saïd, el escritor David Birke, la compositora Anne Dudley y el editor Job ter Burg.
La película se estrenó en el 74° Festival de Cine de Cannes compitiendo por la Palma de Oro y en la sección Perlas del 69° Festival Internacional de Cine de San Sebastián en el año 2021.

## Sipnosis
La película está ambientada a finales del siglo XVI en la Italia de la Contrarreforma, con una plaga asolando la tierra. El personaje principal es Benedetta Carlini, una monja italiana en Pescia en la Toscana. Fue considerada visionaria, mística y venerada por su séquito religioso, y finalmente Benedetta fue arrestada y juzgada por lesbianismo.

## Reparto
- Virginie Efira como Benedetta Carlini
- Daphné Patakia como Bartolomea
- Charlotte Rampling como The Abbess Felicita
- Olivier Rabourdin como Alfonso Cecchi
- Clotilde Courau como Midea Carlini, madre de Benedetta
- David Clavel como Giuliano Carlini, padre de Benedetta
- Lambert Wilson como The Nuncio
- Hervé Pierre como Paolo Ricordati
- Louise Chevillotte como sor Christina
- Guilaine Londez como sor Jacopa
- Lauriane Riquet como sor Roasanna
- Nicolas Gaspar como el capitán mercenario

## Producción

### Desarrollo
Tras el éxito crítico y comercial de su anterior película Elle (2016), el director Paul Verhoeven desarrolló varios proyectos, incluido uno sobre Jesús basado en su propio libro Jesús de Nazaret, otro sobre la resistencia francesa de la Segunda Guerra Mundial y un tercero con guion de Jean-Claude Carrière sobre una historia medieval ambientada en un monasterio. El 25 de abril de 2017, el productor Saïd Ben Saïd reveló que el tercero había sido el elegido como próximo proyecto de Verhoeven. La película, luego titulada Blessed Virgin, marcó la segunda colaboración del productor y del director después de Elle. Gerard Soeteman, quien ha trabajado con Verhoeven en ocho películas anteriores, incluyendo Delicias turcas (1973), The Fourth Man (1983) y Black Book (2006), reemplazó a Carrière para adaptar el libro de no ficción Immodest Acts: The Life of a Lesbian Nun. en la Italia del Renacimiento que fue publicado en 1986 y escrito por la historiadora Judith C. Brown. Soeteman finalmente se distanció del proyecto y su nombre fue eliminado de los créditos porque sintió que gran parte de la historia se enfocaba en la sexualidad.

La actriz belga Virginie Efira, que tuvo un papel secundario como devota católica en Elle, fue elegida para el papel principal de Benedetta Carlini, una monja del siglo XVII que sufre perturbadoras visiones religiosas y eróticas. El 25 de marzo de 2018, Saïd Ben Saïd anunció que Verhoeven había coescrito el borrador final con David Birke, quien anteriormente había escrito Elle. Judith C. Brown declaró que "Paul Verhoeven y David Birke han escrito un guion fascinante e imaginativo que explora la intersección de la religión, la sexualidad y la ambición humana en una era de plaga y fe". Verhoeven luego aclaró sus intenciones:

''Blessed Virgin'' debe estar profundamente imbuida de un sentido de lo sagrado. Me ha interesado lo sagrado desde que era un niño, tanto en general como más específicamente en la música, la pintura...
El 3 de abril de 2018, Lambert Wilson le dijo al periódico francés Le Journal du Dimanche que tiene un papel en la película. El 1 de mayo de 2018, Deadline Hollywood reveló que Charlotte Rampling entró en negociaciones para desempeñar un papel de apoyo clave. El 4 de mayo de 2018, se anunció que la película se tituló nuevamente a Benedetta. Aunque Verhoeven esperaba convencer a Isabelle Huppert para que desempeñara un papel secundario en la película, el productor Saïd Ben Saïd declaró el 31 de mayo de 2018 que la actriz no se uniría al proyecto. Ben Saïd también confirmó que Louise Chevillotte, Olivier Rabourdin, Clotilde Courau y Hervé Pierre habían sido elegidos para la película.

### Rodaje
El rodaje de la producción comenzó el 19 de julio de 2018 en Montepulciano, Italia. Otras ubicaciones incluyeron Val d'Orcia y Bevagna, también en Italia, así como la Abadía de Silvacane y la Abadía de Le Thoronet, en Francia. La producción fue secreta y nadie, a menos que trabajara en la película, estaba autorizado en el set. El productor Saïd Ben Saïd admitió que la historia era un "tema controvertido" y temía las reacciones de las asociaciones católicas fundamentalistas.

## Lanzamiento

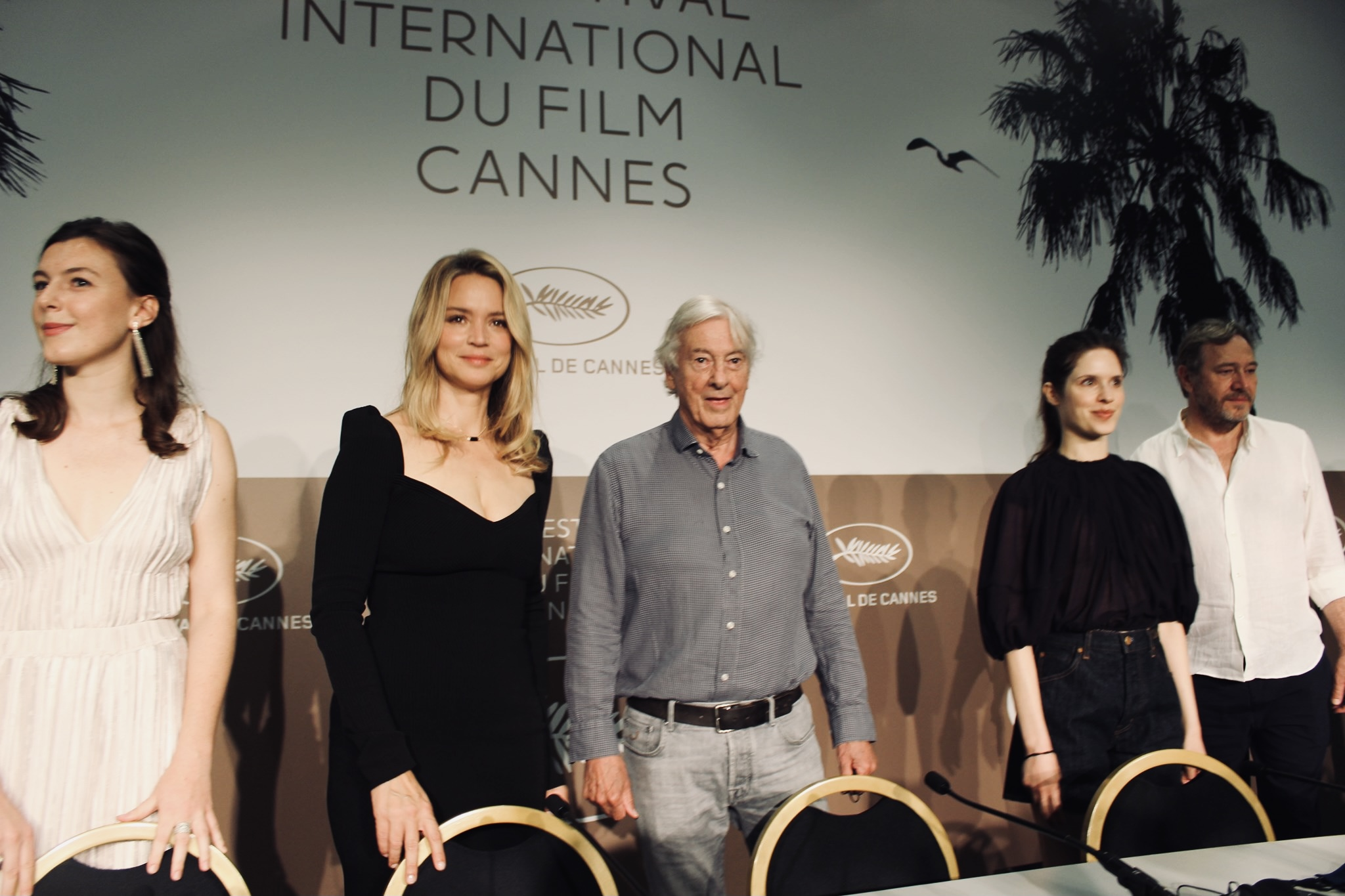
El elenco promociona la película en el Festival de Cannes de 2021.

El 16 de febrero de 2018, The Hollywood Reporter anunció que Pathé produciría y distribuiría la película en Francia y también se encargaría de las ventas internacionales. El 29 de agosto de 2018, Pathé y SBS Productions lanzaron una imagen de primer vistazo de la película.
Aunque inicialmente se informó que la película se estrenaría en el Festival de Cine de Cannes de 2019, Pathé anunció el 14 de enero de 2019 que el estreno se había pospuesto hasta 2020, afirmando que la postproducción se había retrasado ya que Verhoeven se estaba recuperando de una cirugía de cadera. Sin embargo, el estreno se retrasó nuevamente hasta 2021, debido a la pandemia de COVID-19.
El 10 de mayo de 2020, el director de Cannes, Thierry Fremaux, confirmó la selección de la película y afirmó que "Paul Verhoeven ofrece una visión erótica y traviesa, también política, de la Edad Media en una producción grandiosa". En junio de 2020, Fremaux confirmó que la película está programada para estrenarse en el Festival de Cine de Cannes de 2021 para competir por la Palma de Oro.
En septiembre de 2021 se presentó en la sección Perlas del 69 Festival Internacional de Cine de San Sebastián.

## Recepción de la crítica
Benedetta recibió críticas diversas en el Festival de Cine de Cannes de 2021. En las reseñas Rotten Tomatoes, la película tiene una calificación del 85 % basada en las reseñas de 33 críticos y una calificación promedio de 7.40 / 10. El consenso crítico del sitio web afirma: "Caminando precariamente por la cuerda floja de diferentes géneros y tonos, Benedetta provoca preguntas importantes sobre la libertad sexual y su relación con la fe". En Metacritic, la película tiene un puntaje promedio ponderado de 68 sobre 100, basado en 15 críticos, lo que indica "críticas generalmente favorables".

## Premios
* Fuente: Página de la película en IMDb. 
| Año  | Premio o festival                  | Categoría                           | Nominado       | Resultado |
| ---- | ---------------------------------- | ----------------------------------- | -------------- | --------- |
| 2021 | Festival de Cannes                 | Palma de Oro a la mejor película    | Paul Verhoeven | Nominado  |
| 2021 | Festival de Cannes                 | Palma Queer                         | Paul Verhoeven | Nominado  |
| 2021 | National Board of Review           | Mejor película en idioma extranjero | Paul Verhoeven | Ganador   |
| 2021 | Festival de San Sebastián          | Concha de Oro a la mejor película   | Paul Verhoeven | Nominado  |
| 2021 | Festival de San Sebastián          | Premio RTVE-Otra mirada             | Paul Verhoeven | Nominado  |
| 2022 | Premios César                      | Mejor actriz                        | Virginie Efira | Nominada  |
| 2022 | Premios Lumières                   | Mejor actriz                        | Virginie Efira | Nominada  |
| 2022 | Premios Lumières                   | Mejor revelación femenina           | Daphné Patakia | Nominada  |
| 2022 | Premios Magritte                   | Mejor revelación femenina           | Daphné Patakia | Nominada  |
| 2022 | International Online Cinema Awards | Mejor actriz                        | Virginie Efira | Nominada  |